# Kantvilasia hians
Kantvilasia hians är en lavart som beskrevs av P. M. McCarthy, Elix & Sérus. Kantvilasia hians ingår i släktet Kantvilasia och familjen Pilocarpaceae.   Inga underarter finns listade i Catalogue of Life.